# Kengeri Gollahalli, Bangalore South
Kengeri Gollahalli là một làng thuộc tehsil Bangalore South, huyện Bangalore Urban, bang Karnataka, Ấn Độ.